# Александар Лукович
Александар Лукович (серб. Aleksandar Luković / Александар Луковић, нар. 23 жовтня 1982, Кралєво) — сербський футболіст, захисник.
Виступав за ряд сербських клубів, італійські «Асколі» та «Удінезе» та російський «Зеніт», а також національні збірні Сербія і Чорногорія та Сербії.

## Клубна кар'єра
Народився 23 жовтня 1982 року в місті Кралєво. Вихованець футбольної школи клубу «Слога» (Кралєво). Дорослу футбольну кар'єру розпочав 1998 року в основній команді того ж клубу, в якій провів один сезон, взявши участь у 21 матчі чемпіонату.

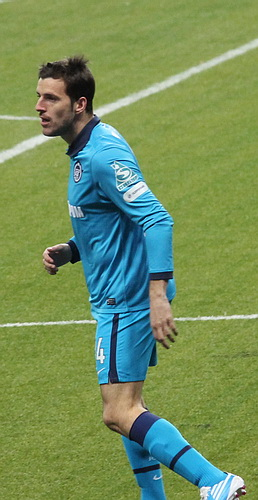
Александар Лукович в «Зеніт». 27 жовтня 2010 року

2000 року, транзитом через «Борац», Лукович опинився в «Црвені Звезді». Клуб з Белграда двічі віддавав його в оренду (в рідну «Слогу» та «Єдинство» (Уб)).
Повернувшись в клуб влітку 2004 року, Лукович міцно зайняв місце в основі червоно-білих і допоміг клубу в сезоні 2005/06 стати чемпіоном і володарем Кубка Сербії та Чорногорії.
Влітку 2006 року права на футболіста були викуплені італійськими «Асколі» та «Удінезе». За «Асколі» Лукович грав в сезоні 2006/07, провівши 10 матчів, проте вже з січня наступного року почав грати за «Удінезе», одразу ставши гравцем основи.
Влітку 2010 придбати Луковича побажали два російських клуби — петербурзький «Зеніт» та московський «Спартак», що запропонував за трансфер захисника 7 млн євро. Сам футболіст підтвердив факт переговорів з представниками обох російських команд. 29 липня 2010 року гравець підписав 4-річний контракт з «Зенітом», який заплатив за трансфер футболіста 7,5 млн євро.
Того ж року допоміг команді вибороти титул чемпіона Росії, а на початку 2011 року відіграв повний матч проти московського ЦСКА в рамках Суперкубка Росії, який також завершився тріумфом пітерців 1:0. В наступному сезоні 2011/2012 Лукович з командою захистили титул чемпіона Росії, проте в наступних двох сезонах «біло-блакитні» ставали лише другими. Влітку 2014 року у сербського футболіста закінчився контракт з «Зенітом», і петербурзький клуб не став його продовжувати. Всього Лукович провів за синьо-біло-блакитних чотири повноцінних сезони, взявши участь в 59 матчах, в яких забив один гол і віддав десять результативних передач.

## Виступи за збірні
15 серпня 2005 року дебютував в офіційних матчах у складі національної збірної Сербії і Чорногорії в товариському матчі проти збірної Польщі (2:3), відігравши увесь матч. В подальшому взяв участь у двох матчах збірної у відборі на чемпіонат світу 2006 року, який Сербія і Чорногорія успішно подолала, обійшовши грізних іспанців. Проте у остаточну заявку збірної на мундіаль Александар так і не потрапив, після завершення якого збірна Сербії і Чорногорії припинила своє існування.
З літа 2006 року Лукович став виступати за новостворену збірну Сербії, у складі якої дебютував 16 серпня у її історичному першому матчі проти збірної Чехії (3:1), відігравши увесь матч. У складі збірної був учасником чемпіонату світу 2010 року у ПАР. В першому матчі на мундіалі проти збірної Гани (0:1) серб отримав червону картку, через що пропустив переможну гру з Німеччиною (1:0). Відбувши дискваліфікацію, зіграв свій другий матч на турнірі з командою Австралії, проте балканці несподівано поступились 1:2 і завершили турнір на останньому місці в групі.
Всього провів у формі головної команди країни 32 матчі.

## Титули і досягнення
- Чемпіон Сербії і Чорногорії (1):

«Црвена Звезда»: 2005-06
- Чемпіон Росії (2):

«Зеніт»: 2010, 2011-12
- Чемпіон Сербії (1):

«Црвена Звезда»: 2015-16
- Володар Кубка Сербії і Чорногорії (1):

«Црвена Звезда»: 2005-06
- Володар Суперкубка Росії (1):

«Зеніт»: 2011